# Клюпфель, Евгений Владиславович
Евгений Владиславович Клюпфель (31 января 1860 — 16 марта 1934) — русский контр-адмирал.
Родился в Ницце в семье отставного штабс-ротмистра лейб-гвардии Кирасирского Его Величества полка, статского советника Владислава Клюпфеля.

## Служба
Евгений Клюпфель 3 мая 1878 года был зачислен юнкером в гвардейский экипаж на правах вольноопределяющегося 2-го разряда. Летом 1878 года и 1879 года плавал на фрегате «Светлана» и после сдачи экзамена при Морском кадетском корпусе был произведен 5 декабря 1881 года в гардемарины с зачислением в 3-й флотский экипаж.
В компанию 1882 года Клюпфель плавал на батареях «Не тронь меня» и «Первенец» и 27 сентября был произведен в чин мичмана.
В феврале следующего года Евгений Владиславович был переведен в Черноморский флот с зачислением во 2-й флотский экипаж, где плавал на корвете «Сокол» и шхуне «Ингул». В 1884 году в должности младшего штурманского офицера плавал на крейсере «Память Меркурия» и кратковременно вахтенным начальником на броненосце береговой обороны «Вице-адмирал Попов». В 1885—1889 годах Клюпфель в должности младшего штурманского офицера плавал на пароходе «Эриклик», клипере «Забияка», эскадренных броненосцах «Синоп» и «Чесма». 1 января 1890 года произведён в чин лейтенанта.
3 марта 1890 года Евгений Константинович был переведён на Балтийский флот с зачислением в 7-й флотский экипаж, и летом совершил кампанию на броненосном фрегате «Адмирал Лазарев», а 27 сентября был назначен ревизором корвета «Боярин» с переводом в 4-й флотский экипаж. 19 апреля следующего года переведен вахтенным начальником на полуброненосный фрегат «Дмитрий Донской», на котором в 1891—1892 годах совершил заграничное плавание. 9 октября 1892 года переведён вахтенным начальником на крейсер 2-го ранга (ранее клипер) «Забияка», и в течение последующих полутора лет плавал в тихоокеанских водах.
После возвращения в экипаж Клюпфель командовал в августе-октябре 1894 года 5-й ротой броненосца береговой обороны «Адмирал Ушаков», 30 сентября был зачислен в обучающийся состав Артиллерийского офицерского класса. После обучения и плавания на судах Учебно-артиллерийского отряда, 25 ноября 1895 года окончил Артиллерийский класс и 1 февраля 1896 года был зачислен в артиллерийские офицеры 2-го разряда. 30 марта того же года был назначен старшим артиллерийским офицером, а 25 апреля — командиром 5-й роты броненосца береговой обороны «Адмирал Ушаков». В августе 1896 года временно исполнял обязанности командира миноносца № 111.
После командировки в феврале-мае 1897 года в Севастополь, Евгений Владиславович был отчислен от должности старшего артиллерийского офицера броненосца береговой обороны «Адмирал Ушаков» и назначен младшим артиллерийским офицером полуброненосного фрегата «Дмитрий Донской», на котором ранее, в 1897—1899 годах плавал в заграничных водах. В 1899—1900 годах в должности старшего артиллерийского офицера крейсера «Адмирал Нахимов» совершил заграничное плавание. 9 сентября 1900 года назначен старшим офицером канонерской лодки «Кореец», а 31 октября того же года — старшим офицером канонерской лодки «Манджур», 2 марта 1901 года — старшим офицером крейсера «Адмирал Корнилов». За участие в подавлении Боксёрского восстания, 11 октября 1900 года награждён орденом Святого Станислава 2-й степени с мечами, а 22 сентября 1902 года «за 18 кампаний и бытность в сражениях» награждён орденом Святого Владимира 4-й степени с бантом.
После начала русско-японской войны был назначен командиром эскадренного миноносца «Сердитый», но уже 26 апреля сдал командование миноносцем лейтенанту А. В. Колчаку в связи с назначением заведующим батареями береговой обороны. 18 июня 1904 года награждён «за чрезвычайно энергичную и плодотворную деятельность по установке орудий на берегу и организацию обороны» орденом Св. Анны 2-й степени, а 6 декабря 1904 года произведён в чин капитана 2-го ранга. 12 декабря 1905 года «за отличия в делах против неприятеля под Порт-Артуром» награждён золотым оружием с надписью «За храбрость».
После окончания русско-японской войны, Клюпфель в 1906—1908 годах командовал транспортом «Дунай». В 1909—1911 годах командовал линейным кораблём «Евстафий», после повреждения на мели у Констанцы 19 сентября 1911 года линейных кораблей «Пантелеймон» и «Евстафий», Особым присутствием Кронштадтского военно-морского суда признан виновным в «непредупреждении флагмана» об опасности назначенного курса, в связи с чем, 19 декабря получил Высочайший выговор.
В конце 1913 года капитан 1-го ранга Клюпфель был назначен директором маяков и лоций Каспийкого моря и командиром Бакинского порта. 6 декабря 1913 года Евгений Владиславович был произведён в чин контр-адмирала. 6 декабря следующего года награждён орденом Святого Владимира 3-й степени, 30 июля 1915 года «за отлично-усердную службу и труды, понесенные по обстоятельствам настоящей войны» — орденом Святого Станислава 1-й степени, а 6 декабря 1916 года — орденом Святой Анны 1-й степени.
Клюпфель, являясь начальником Бакинского гарнизона и войск Бакинской губернии, а также командиром военного порта, был арестован по решению Исполнительного комитета по возвращении из Тифлиса 5 марта 1917 года на вокзале города Баку, по обвинению в допуске «неслыханных злоупотреблений» и открытого расхищения казённого имущества. Через несколько дней был отправлен в Петербург для дальнейшего разбирательства.
10 сентября 1917 года Клюпфель был зачислен в резерв чинов Морского министерства, а 6 октября уволен в отставку по болезни. Во время гражданской войны, находясь в Сибири, активно сотрудничал с правительством адмирала А. В. Колчака, а затем эмигрировал в Америку, где проживал в Сан-Франциско. В 1928 году был избран председателем Кают-компании чинов бывшего российского флота в Сан-Франциско.

## Семья
Первым браком Евгений Владиславович был женат на Лидии Петровне Гибнер (16.12.1864—1953), в браке родился сын Вячеслав (на 1914 год — корнет Лейб-гвардии Кирасирского Её Величества Государыни Императрицы Марии Феодоровны полка. После развода он женился гражданским браком на дочери оренбургского помещика Марии Михайловне Эверсман, в браке родились Вадим (10 июня 1903 г.  - 19 сентября 1904 г.), две дочери Ольга (р. 1900) и Татьяна (р. 1906), сын Михаил (р. 1911).